# Алиф Банк
Алиф Банк (тадж. Алиф Бонк, ранее — Алиф Капитал, тадж. Алиф Сармоя; полное наименование: Открытое акционерное общество «Алиф Банк») — коммерческий банк и финансово-технологическая компания в Таджикистане. Головной офис находится в Душанбе.

## История
Алиф Банк был создан в 2014 году Абдулло Курбановым, Зухуршо Рахматуллоевым и Фирдавсом Мирзоевым. Первоначально компания предоставляла микрокредиты, а затем расширила свою деятельность, получив лицензию Национального банка Таджикистана на осуществление банковских операций в 2016 году. В 2020 году организация была реорганизована в банк, а с 2020 года начала функционировать под наименованием «Алиф Банк».

### Хронология
2014
- МКО «Алиф Капитал» был основан 29 апреля 2014 года[11][12] и получил лицензию от Национального банка Таджикистана на предоставление услуг по микрокредитованию, а также в этом году выдал первый автокредит.

2015
- 7 октября — Было запущено первое собственное программное обеспечение управления взаимоотношениями (CRM) с клиентами Алифа.

2016
- 18 марта — Алиф Капитал получил лицензию микрокредитной депозитной организации[13][14][15].
- 1 апреля — Открыт первый депозитный счёт.

2017
- 1 января — Алиф Капитал запустил собственную АБС, написанную в стенах компании.
- 17 марта — Алиф Капитал присоединился к национальной платежной системе и начал выпуск карты «Корти милли» (карты «Корти милли» составляют большинство карт в Таджикистане).
- 3 июня — Запущен первый в стране интернет-магазин — Alif Shop с опцией приобретения товаров в рассрочку.
- 1 августа — Открыта Алиф Академия с целью предоставления бесплатных курсов по программированию для развития информационных технологий в Таджикистане.
- 16 октября — Открыт первый центр банковского обслуживания в Худжанде.
- 4 ноября — Алиф Капитал запустил первую платформу онлайн-эквайринга Alif Pay, которая предоставила владельцам «Корти милли» возможность переводов между всеми картами и онлайн-оплаты услуг.

2018
- 6 января — Алиф Капитал запустил мобильный кошелёк Alif Mobi.
- 29 января— Присоединились к международным системам денежных переводов.
- 15 марта — Алиф Капитал запустил овердрафтную карту «Насия» с рассрочкой до 10 дней.
- 20 августа — Алиф Капитал запустил карту рассрочки «Салом», которая позволяет клиентам покупать товары в рассрочку онлайн и офлайн.
- 26 октября — Создали сайт Alif Online с личным кабинетом, где можно отслеживать все операции и используемые услуги.

2019
- В ноябре — Алиф Капитал привлек дополнительное финансирование от таджикского предпринимателя из Монако — Хофиза Шахиди. По итогам сделки, Шахиди стал владельцем 25 % акций и занял пост председателя совета директоров[16].

2020
- 3 января — МКО «Алиф Капитал» получила лицензию № 0000114 от Национального банка Таджикистана на осуществление банковских операций и была переименована в «Алиф Банк»[17][18].
- В июне — рейтинговое агентство MicroFinanza Rating (Италия) присвоила Алиф Банку финансовый рейтинг BBB Stable[19].
- 7 июля — Алиф и Visa стали стратегическими партнерами для развития экосистемы цифровых платежей в Таджикистане[20].

2021
- В августе — интернет банкинг Alif Business прошёл проверку на информационную безопасность (pentest) от швейцарской компании ImmuniWeb[21].

2022
- 2 ноября — Гуланор Атобек назначена новым председателем Алиф Банка[22][23].

2023
- Алиф получил три лицензии на деятельность на рынке ценных бумаг, что расширило спектр услуг.
- Алиф Банк заключил инвестиционные соглашения с Mashreq Bank (ОАЭ) и Aktiv Bank (Турция)[24][25].
- В сентябре — Алиф получил сертификат о финансовой стабильности от международного агентства MicroFinanza Rating с рейтингом α- «Medium»

2024
- Приложение Alif Mobi успешно прошло проверку безопасности международной компании Snapsec.
- Алиф и Mastercard заключили долгосрочное соглашение для развития безналичных платежей в Таджикистане и начали выпуск карт Mastercard.
- Алиф и Visa впервые представили в Таджикистане технологию Google Pay[26].

## Деятельность
Алиф Банк предоставляет финансовые услуги с учётом соблюдения максимально возможных принципов исламского финансирования (мурабаха и мудараба) в рамках применяемого к классическим банкам законодательства Республики Таджикистан.
Главный офис банка находится в городе Душанбе и имеет три филиала и 14 центров обслуживания в различных городах Таджикистана.

## Руководство
- Председатель ОАО «Алиф Банк» — Гуланор Атобек[28][29].
- Зампредседателя — Далер Каримов[28][30].

## Акционеры
Единственным акционером ОАО «Алиф Банка» является компания Alif Capital Holdings Limited — юридическое лицо, созданное в соответствии с законодательством Великобритании. Размер оплаченного уставного капитала ОАО «Алиф Банк» по состоянию на 5 декабря 2024 года составляет 153 600 000 сомони.

## Проблемы
20 июня 2020 года Национальный банк Таджикистана наложил штраф в размере 500 тысяч сомони на Алиф Банк из-за недостатков в кадровой политике. Абдулло Курбанов подчеркнул «прозрачность работы» и «ответственность банка перед обществом».
В 2021 году Налоговый комитет при Правительстве Республики Таджикистан потребовал от Алиф Банка доплату налогов на сумму около 1,6 миллиона сомони (включая штрафы) за 2019 год. В результате судебного разбирательства банк был вынужден выплатить указанную сумму.

## Награды и премии
2019
- Грамота Налогового комитета Республики Таджикистан за справедливое исполнение налогового законодательства и значительный вклад в доходную часть госбюджета;

2020
- Победа в номинации Fastest Growing Retail Bank Tajikistan 2020 и Best Digital Wallet 2020 по версии Global Banking & Finance[33];

2021
- Алиф Банк получил награду в номинации ICD’s Global Finnovation Award 2020 за приложение Alif Mobi и карту рассрочки «Салом» на ежегодной встрече группы Исламского банка развития[34];

2022
- Получил награду от международной платёжной системы Visa «Превосходный рост по объёмам транзакций по картам Visa в Таджикистане».
- Получил награду на ежегодной премии «Глобальная сеть предпринимательства», который прошёл в Эр-Рияде, Саудовская Аравия, в номинации GENStarters Award 2022.

2023
- Alif Shop стал единственным маркетплейсом из СНГ, который вошёл в топ-100 EWC 2022 среди 30 тысяч других стартапов[35].
- Получил несколько наград в национальном конкурсе «Бренд года — 2022»:
  - золото в категории «Финансовые организации»;
  - серебро маркетплейсу Alif Shop за развитие современных технологий;
  - бронза для Алиф Академии за вклад в культуру и образование.
- Занял первое место по открытию и ведению банковского счёта в конкурсе «Лучшая финансово-кредитная организация по обслуживанию женского предпринимательства 2022».

2024
- Победа в Global Islamic Finance Awards 2024 в номинации Islamic Debit Card Of The Year по версии The Digital Banker[36][37];
- Алиф Банк получил награду в категориях «Лучший финтех-проект» и «Лучший маркетплейс» в Таджикистане[38][39].